# Koillismaa ekonomiska region
Koillismaa ekonomiska region (finska: Koillismaan seutukunta) är en av ekonomiska regionerna i landskapet Norra Österbotten i Finland. Folkmängden i regionen uppgick den 1 januari 2013 till 20 480 invånare, regionens totala areal utgjordes av 8 460 kvadratkilometer och därav utgjordes landytan av 7 415,89  kvadratkilometer.  I Finlands NUTS-indelning representerar regionen nivån LAU 1 (f.d. NUTS 4), och dess nationella kod är 178 .  

## Förteckning över kommuner
Koillismaa ekonomiska region  omfattar följande två kommuner:
- Kuusamo stad
- Taivalkoski kommun

Bägge kommunernas språkliga status är enspråkigt finska.